# انداینویل
انداینویل (به فرانسوی: Andainville) یک کمون در فرانسه است که در Canton of Oisemont واقع شده‌است.

## خصوصیات
انداینویل ۸٫۳۵ کیلومترمربع مساحت و ۲۲۲ نفر جمعیت دارد و ۱۶۳ متر بالاتر از سطح دریا واقع شده‌است.